# حريم طارق (مسلسل)
حريم طارق هو مسلسل كوميدي إماراتي عرض في 2 أبريل 2022، وهو من تأليف سارة سوار الذهب وإخراج محمود الدوايمة.

## القصة
تدور قصة المسلسل حول رجل اسمه طارق مرتبط بالعديد من النساء وكل سيدة منهم تحاول السيطرة عليه وأخذه بعيدًا عن الآخرين وكله في إطار كوميدي ساخر.

## الممثلون
| اسم الممثل   | جنسيته                   | دوره |
| ------------ | ------------------------ | ---- |
| طارق العلي   | الكويت                   | طارق |
| رانا الشافعي | مصر                      |      |
| خالد الشمري  | الإمارات العربية المتحدة |      |
| كابتن ريما   | السعودية                 | ريما |
| ميثا محمد    | الإمارات العربية المتحدة |      |
| غريس قبيلي   | سوريا                    |      |
| خالد العجيرب | الكويت                   | بدر  |
| أحمد السعيد  | السعودية                 | فيصل |
| عبدالله بهمن | الكويت                   |      |